# 马拉维行政区划
馬拉威行政區劃一級為區（region），二級為縣（district），当前共有3個區，28個縣。
- 中央区

1. 代扎县（Dedza）
2. 多瓦县（Dowa）
3. 卡松古县（Kasungu）
4. 利隆圭县（Lilongwe）
5. 姆钦吉县（Mchinji）
6. 恩科塔科塔县（Nkhotakota）
7. 恩切乌县（Ntcheu）
8. 恩奇西县（Ntchisi）
9. 萨利马县（Salima）
- 北部区

10. 奇蒂帕县（Chitipa）
11. 卡龙加县（Karonga）
12. 利科马县（Likoma）
13. 姆津巴县（Mzimba）
14. 恩卡塔贝县（Nkhata Bay）
15. 龙皮县（Rumphi）
- 南部区

16. 巴拉卡县（Balaka）
17. 布兰太尔县（Blantyre）
18. 奇夸瓦县（Chikwawa）
19. 奇拉祖卢县（Chiradzulu）
20. 马钦加县（Machinga）
21. 曼戈奇县（Mangochi）
22. 姆兰杰县（Mulanje）
23. 姆万扎县（Mwanza）
24. 恩桑杰县（Nsanje）
25. 乔洛县（Thyolo）
26. 帕隆贝县（Phalombe）
27. 松巴县（Zomba）
28. 内诺县